# 河合光
河合 光（かわい　ひかる、1985年4月11日 - ）は、日本の元ラグビー選手。現在名古屋学院大学とGpassionersのヘッドコーチを務めている。

## 略歴
- 愛知県名古屋市出身。
- 幼少期からラグビーを始める。名古屋ラグビースクール出身。
- 身長177cm、体重83kg

- 愛知県立旭野高等学校出身。高校時代のポジションはフルバック。愛知県選抜として国体出場経験あり。
- 筑波大学入学し、ラグビー部に入部。ポジションはスタンドオフ[1]。4年時に全国大学選手権に出場。ベスト８の成績を残す。今野達朗、廣澤拓は同期。
- 清水建設株式会社に入社。同時に清水建設江東ブルーシャークス入部。ポジションはスタンドオフ[2]。

2014年現役引退。同時に清水建設株式会社退職。
2014〜2015、オーストラリアのクイーンズランド州にあるJunction Park State schoolにて体育と日本語のアシスタントティーチャーとして勤務。
2016年、名古屋学院大学ラグビー部ヘッドコーチ就任。2017年、東海学生リーグAリーグ昇格。2018年、全国地区対抗選手権で初優勝。
2021年、ラグビーチーム「Gpassioners」を設立する。